# Al-Khaldiya Sporting Club
Actualités
Dernière mise à jour : 22 août 2024.
Al Khaldiya Sporting Club est un club de football bahreïni professionnel basé à Hamad Town, qui participe au Championnat de Bahreïn. C'est le club de football le plus récent de Bahreïn, créé en 2020. Financièrement, c'est le club de football de Bahreïn le plus riche et le plus ambitieux. Le terrain de l'équipe est le stade national de Bahreïn d'une capacité de 35 000 places. Le nom de l'équipe Al-Khaldiya (الخالدية) signifie littéralement "éternité".

## Palmarès
| Compétitions nationales |
| --- |
| - Championnat de Bahreïn (2) - Champion : 2023, 2024. - Coupe de Bahreïn (2) - Vainqueur : 2022, 2025 - Supercoupe de Bahreïn (1) - Vainqueur : 2022 - Championnat du Bahrein de deuxième division - Vice-champion : 2021 |